# L'Âge des étoiles (collection)
L'Âge des étoiles est une collection de romans de science-fiction aux éditions Robert Laffont et dirigée par Gérard Klein et Karin Brown. Destinée à un public adolescent, elle comporte seulement onze ouvrages parus entre 1977 et 1979.
Les couvertures étaient confiées à de grands dessinateurs de bande dessinée français.
La collection tire son nom du roman L'Âge des étoiles de Robert A. Heinlein.

## Liste des titres

### 1977
1. La Porte des mondes (The Gate of Worlds) par Robert Silverberg, trad. Annie Saumont, couverture illustrée par Moebius

1. L'Enfant tombé des étoiles (The Star Beast) par Robert A. Heinlein, trad. Régine Vivier, couverture illustrée par Enki Bilal

1. L'Arbre-Miroir par Christian Léourier, couverture illustrée par Philippe Druillet

1. Le Vagabond de l'espace (Have Space Suite, Will Travel) par Robert A. Heinlein, trad. Michel Deutsch, couverture illustrée par Jean-Claude Mézières
2. Le Sablier vert par Michel Jeury, couverture illustrée par Robert Gigi

1. La Planète des ours (Iron Cage) par Andre Norton, trad. Iawa Tate, couverture illustrée par Jacques Tardi

### 1978
1. L'Île sur l'océan nuit par Michel Grimaud, couverture illustrée par Jean-Claude Mézières
2. Le Montreur d'étincelles par Christian Grenier, couverture illustrée par Jean-Marc Laureau

1. Le Monde du Lignus par Michel Jeury, couverture illustrée par Serge Clerc  (ISBN 2-221-00052-8)

1. L'Enfant contre la nuit (The Dark Is Rising) par Susan Cooper, trad. Jean Bailhache, couverture illustrée par Jean-Claude Gal  (ISBN 2-221-00034-X)

### 1979
1. Galactica, la bataille de l'espace (Battlestar Galactica) par Glen A. Larson et Robert Thurston (en), trad. Jacques Polanis, une novelisation du film Galactica (seul volume dont la couverture ne soit pas dessinée car elle reprend des images du film)  (ISBN 2-221-00247-4)